# Finala Cupei României 2010
Finala Cupei României 2010 a fost un meci de fotbal ce a avut loc pe 26 mai 2010, pe Stadionul Emil Alexandrescu din Iași pentru a decide câștigătoarea Cupei României 2009-2010. Finala 2010 a fost punctul culminant al celui de al 72-lea sezon al cupei. Arbitrul meciului a fost Alexandru Deaconu, arbitrii asistenți au fost Cristian Nica și Eduard Dumitrescu; arbitru de rezervă fiind Sebastian Colțescu.
Trofeul a fost câștigat de CFR Cluj care a învins pe FC Vaslui. La capătul a 90 de minute și a prelungirilor, scorul a fost egal, 0-0, dar după executarea loviturilor de departajare echipa clujeană s-a impus cu scorul de 5 - 4. CFR Cluj a câștigat a treia oară la rând competiția, reușind în același timp eventul, după ce a triumfat și a devenit campionă în Liga I.

## Drumul către finală
| Șaisprezecimi    | Dunărea Galați        | 0-2 | CFR Cluj         |
| Optimi           | Gaz Metan CFR Craiova | 0-1 | CFR Cluj         |
| Sferturi         | Universitatea Craiova | 0-1 | CFR Cluj         |
| Semifinale Tur   | Dinamo București      | 1-1 | CFR Cluj         |
| Semifinale Retur | CFR Cluj              | 2-1 | Dinamo București |

| Șaisprezecimi    | Chimia Brazi     | 0-5 | FC Vaslui             |
| Optimi           | Gaz Metan Mediaș | 0-1 | FC Vaslui             |
| Sferturi         | FC Vaslui        | 1-0 | Inter Curtea de Argeș |
| Semifinale Tur   | FC Brașov        | 1-0 | FC Vaslui             |
| Semifinale Retur | FC Vaslui        | 4-0 | FC Brașov             |

## Detaliile meciului
| 26 mai 2010 21:00 | CFR Cluj | 0 – 0 | FC Vaslui | Stadionul Emil Alexandrescu, Iași Spectatori: 11.000 Arbitru: Alexandru Deaconu (București) |
| 26 mai 2010 21:00 | Cronică  |       |           | Stadionul Emil Alexandrescu, Iași Spectatori: 11.000 Arbitru: Alexandru Deaconu (București) |

|                                      |       | Penaltiuri                                        |  |
| Mureșan · N.Dică · Deac · Bud · Cadu | 5 – 4 | Milisavljević · Zmeu · Costin · Burdujan · Wesley |  |

| CFR Cluj | FC Vaslui |

| CFR:              |    |                  |     |      |
|                   |    |                  |     |      |
| P                 | 1  | Nuno Claro       |     |      |
| FD                | 4  | Cristian Panin   |     |      |
| FC                | 20 | Cadú             |     |      |
| FC                | 13 | Felice Piccolo   |     |      |
| FS                | 66 | Edimar           |     |      |
| MC                | 8  | Sixto Peralta    | 83' | 84'  |
| MC                | 6  | Gabriel Mureșan  |     |      |
| MC                | 19 | Juan Culio       |     |      |
| A                 | 11 | Roberto De Zerbi | 32' | 93'  |
| A                 | 77 | Ciprian Deac     |     |      |
| A                 | 99 | Yssouf Koné      |     | 115' |
| Rezerve:          |    |                  |     |      |
| P                 | 44 | Eduard Stăncioiu |     |      |
| F                 | 2  | Tony             |     |      |
| M                 | 10 | Nicolae Dică     |     | 115' |
| F                 | 15 | Hugo Alcântara   |     |      |
| M                 | 16 | Davide Bottone   |     | 84'  |
| A                 | 85 | Cristian Bud     |     | 93'  |
| A                 | 99 | Nei              |     |      |
| Antrenor:         |    |                  |     |      |
| Andrea Mandorlini |    |                  |     |      |

| VASLUI:        |    |                       |     |     |
|                |    |                       |     |     |
| P              | 81 | Cristian Hăisan       |     |     |
| FD             | 20 | Jivko Milanov         | 89' | 88' |
| FC             | 3  | Paul Papp             | 37' |     |
| FC             | 6  | Gladstone Pereira     |     |     |
| FS             | 27 | Hugo Luz              |     |     |
| MD             | 31 | Adrian Gheorghiu      |     |     |
| MC             | 23 | Miloš Pavlović        |     |     |
| MC             | 30 | Raul Costin           |     |     |
| MS             | 18 | Lucian Sânmărtean     |     | 46' |
| A              | 80 | Wesley                | 10' |     |
| A              | 9  | Lucian Burdujan       | 3'  |     |
| Rezerve:       |    |                       |     |     |
| P              | 22 | Claudiu Puia          |     |     |
| F              | 4  | Stanislav Genchev     |     |     |
| A              | 7  | Răzvan Neagu          |     |     |
| M              | 8  | Denis Zmeu            |     | 88' |
| M              | 11 | Nemanja Milisavljević |     | 46' |
| F              | 16 | Stéphane Zubar        |     |     |
| F              | 17 | Dinu Sânmărtean       |     |     |
| Antrenor:      |    |                       |     |     |
| Marius Lăcătuș |    |                       |     |     |

| Oficialii meciului - Arbitri asistenți: - Cristian Nica (Ploiești) - Eduard Dumitrescu (Pitești) - Al patrulea arbitru: - Sebastian Colțescu (Craiova) Jucătorul meciului - Paul Papp | Reguli - 90 minute - 30 minute de prelungire (două reprize de 15 minute) - Lovituri de departajare dacă scorul este egal după 120 de minute - Șapte jucători pe banca de rezervă - Maxim trei înlocuiri |